# Nae Ionescu
Nae Ionescu (Brăila, 16 de junio de 1890-15 de marzo de 1940) fue un filósofo, profesor universitario de la Universidad de Bucarest e intelectual de extrema derecha, teórico del antisemitismo rumano, e ideólogo e inspirador de la Guardia de Hierro.

## Biografía
Nacido en Brăila el 16 de junio de 1890, estudió en las universidades de Bucarest y Múnich, donde obtuvo su doctorado en 1919. Ionescu, que desempeñó la docencia como profesor de Metafísica y Lógica en la Universidad de Bucarest, influyó decisivamente a Mircea Eliade, del que fue mentor. Falleció el 15 de marzo de 1940.